# Nizjni Tagil
Nizjni Tagil (Russisch: Нижний Тагил) is een stad in het Aziatische deel van Rusland. De stad behoort tot de oblast Sverdlovsk en ligt in de Noordelijke Oeral, op 250 meter hoogte aan de rivier de Tagil. Nizjni Tagil ligt 163 kilometer ten noorden van de stad Jekaterinenburg en op 20 tot 25 km afstand van de grens met Europa. De stad beslaat een oppervlakte van 295 km² (28,9 km van noord naar zuid en 21 km van oost naar west). Het is het bestuurlijk centrum van het district Prigorodny. Het is een groot industrieel centrum voor gietijzer en staal.

## Geschiedenis en economie

### Oorsprong en groei
Nizjni Tagil ontstond rond de ijzersmelterij van Nikita Demidov voor de productie van gietijzer. De officiële stichting vond plaats op 8 oktober 1722 tijdens een industrialisatiegolf onder tsaar Peter de Grote. In dat jaar werd op deze plaats de eerste ijzererts verwerkt. Door de grote hoeveelheid natuurlijke hulpbronnen werd de stad een belangrijk industrieel centrum voor de mijnbouw. Het staat bekend als het oudste mijnbouwcentrum ter wereld. In de 18e eeuw woonden er vooral lijfeigenen van de Demidovs en had de plaats de status van nederzetting met stedelijk karakter. In 1806 werden alle mijnen en mijnbouwplaatsen samengevoegd in de mijnbouwregio Nizjni Tagil. Ook werd hier de eerste stoomlocomotief van Rusland gebouwd in 1833 door vader en zoon Tsjerepanov (in 1956 werd voor hen een bronzen beeld geplaatst). De mijnbouwsector werd verder versterkt door de aanleg van een spoorlijn en wegen hiervoor in de jaren 70 van de 19e eeuw. De 'huid' van het Vrijheidsbeeld dat door Frankrijk aan de Verenigde Staten werd geschonken werd onder gemaakt van koper dat werd gedolven en verwerkt in Nizjni Tagil.
Nizjni Tagil kreeg op 20 augustus 1919 de status van stad. In mei 1920 werd de oejezd van Verchotoerje opgedeeld in 4 oejezden, waarvan Nizjni Tagil er een was. In 1923 werd de oblast Oeral geformeerd door de sovjets en werd Nizjni Tagil een okroeg, die bleef bestaan tot juli 1930, toen de rajon Nizjnetagilski werd geformeerd, waarbinnen destijds zeven selsovjets waren opgenomen. In de tijd van de industrialisatie van de Sovjet-Unie vond het grootste gedeelte van de economische activiteiten plaats binnen de defensiesector. Vrijwel alle tankmodellen van het Russische leger, zoals de T-34 en de nieuwe T-95 en T-80UM2, werden (en worden) hier ontwikkeld in het bekende bedrijf Oeralvagonzavod dat werd gebouwd in 1932, waar ook tramwagons werden en worden geproduceerd. Vanaf 1932 begon de stad sterk te groeien qua economie, industrie en bevolking.
In 1939 kreeg Nizjni Tagil een tramlijn. Om deze reden was de stad gesloten voor buitenlanders tot de val van de Sovjet-Unie in 1991. De defensiesector en de zware industrie groeiden vooral sterk tijdens de Tweede Wereldoorlog, door de verplaatsing van fabrieken uit Europees Rusland naar de Oeral, om ze zo uit handen van het oprukkende Duitse leger te houden. Tussen 1940 en de jaren 60 werden vele metallurgische, chemische, mijnbouw-, voedingsmiddelen- en andere bedrijven gevestigd in de stad en maakte de culturele en onderwijssector een grote bloei door. Zo werden meer dan 30 scholen, tientallen parken, kinderchreches, theaters, een cultuurpaleis, 3 bioscopen en technische scholen geopend.

### Huidige economie en vervuiling
Op dit moment is de mijnbouw en zware industrie nog steeds de grootste werkgever. De belangrijkste sectoren daarbinnen zijn de ijzer- en staalindustrie, waaronder de machinebouw, het delven van steenkool en de chemische en kunststofindustrie. Er bevindt zich ook een aantal buitenlandse ondernemingen en samenwerkingsverbanden in de stad, zoals de Russisch-Duitse onderneming Tagil-Technoterm die er sinds 1996 thermische isolatiematerialen produceert.
De stad is echter door al deze economische activiteiten tot de meest vervuilde stad van Rusland geraakt. In de jaren negentig bleek uit een onderzoek onder meer dan 80 steden dat de stad de meeste kankerpatiënten van Rusland had. Ook andere ziekten als huidaandoeningen en ademhalingsproblemen komen er veel voor. In Rusland is de situatie van de stad bekend en is er zelfs een spreekwoord dat de stad kenmerkt als een poel van ziekten. Begin jaren 90 startte de Amerikaanse NGO ISC (Institute for Sustainable Communities) uit Chattanooga (Tennessee) een samenwerkingsproject met de stad op om de levensomstandigheden te verbeteren. Met een relatief klein budget werden op tal van terreinen verbeteringen aangebracht, zoals het installeren van filters en het beplanten van grote braakliggende oppervlakten buiten de stad met duizenden bomen en struiken, waar anders in droge perioden fijne stofdeeltjes de lucht in werden geblazen en over de stad waaiden, waar mensen ze inhaleerden. De situatie is daardoor sterk verbeterd, maar nog steeds kent de stad een slechte levensomgeving met een zeer hoog aantal mensen (vooral kinderen) dat ziek is. De stad is echter continu bezig de situatie te verbeteren en werkt daarbij samen met verschillende organisaties. De stad is sinds 1996 een zusterstad van Chattanooga.

## Economie
Nizjni Tagil is door zijn verleden nog steeds sterk gericht op de industrie. Het belangrijkste bedrijf is NTMK (NizjneTagilski Metalloergitsjeski Kombinat), de ijzer- en staalgigant die behoort tot de grootste metallurgische complexen van Rusland en in 2005 op de 28e plaats stond van de Russische aandelenmarkt. Het bedrijf is het belangrijkste onderdeel van de Evrazgroep.
Oeralvagonzavod (UVZ) is de best bekende tankfabrikant van Rusland en de voormalige Sovjet-Unie en wordt nog steeds gezien als een van de belangrijkste Russische wapenbedrijven en spoorwegmaterieelfabrikanten en exporteert veel naar het buitenland. Momenteel worden er de T-72, T-90 en T-95 geproduceerd. In 2006 heeft het Russische ministerie van defensie een order geplaatst ter waarde van 1,75 miljard roebel (ongeveer 50 miljoen euro). Jaarlijks wordt er een wapenexpo gehouden bij de stad.
De stad wordt als strategische partner genoemd in de relaties tussen het Verenigd Koninkrijk en oblast Sverdlovsk vanwege haar positie als een van de grootste industriële centra van de Oeral en Rusland. Nizjni Tagil onderhoudt vriendschappelijke betrekkingen met Edinburgh, vooral op het vlak van cultuur, ontwikkeling en stadseconomie. De stad kent een lange productiecultuur en is momenteel bezig met een grote economische groei. In 2001 lag het gemiddelde productieniveau er 2 keer hoger dan het Russische gemiddelde en 1,8 keer zo hoog als in de oblast. De belangrijkste productiesectoren en kennissectoren zijn de ferro-metallurgie, techniek en metaalbewerking en natuurkunde. Deze sectoren omvatten 95,4% van de industriële productie van de stad.

## Transport
De stad heeft zowel goede spoor- als wegverbindingen. De stad heeft wegen met Jekaterinenburg in het zuiden, Serov in het noorden, Alapajevsk en Tjoemen in het oosten en Perm en Koengoer in het westen. Nationaal en internationaal luchtverkeer vindt plaats via Koltsovo, de luchthaven in de buurt van Jekaterinenburg.

## Geografie

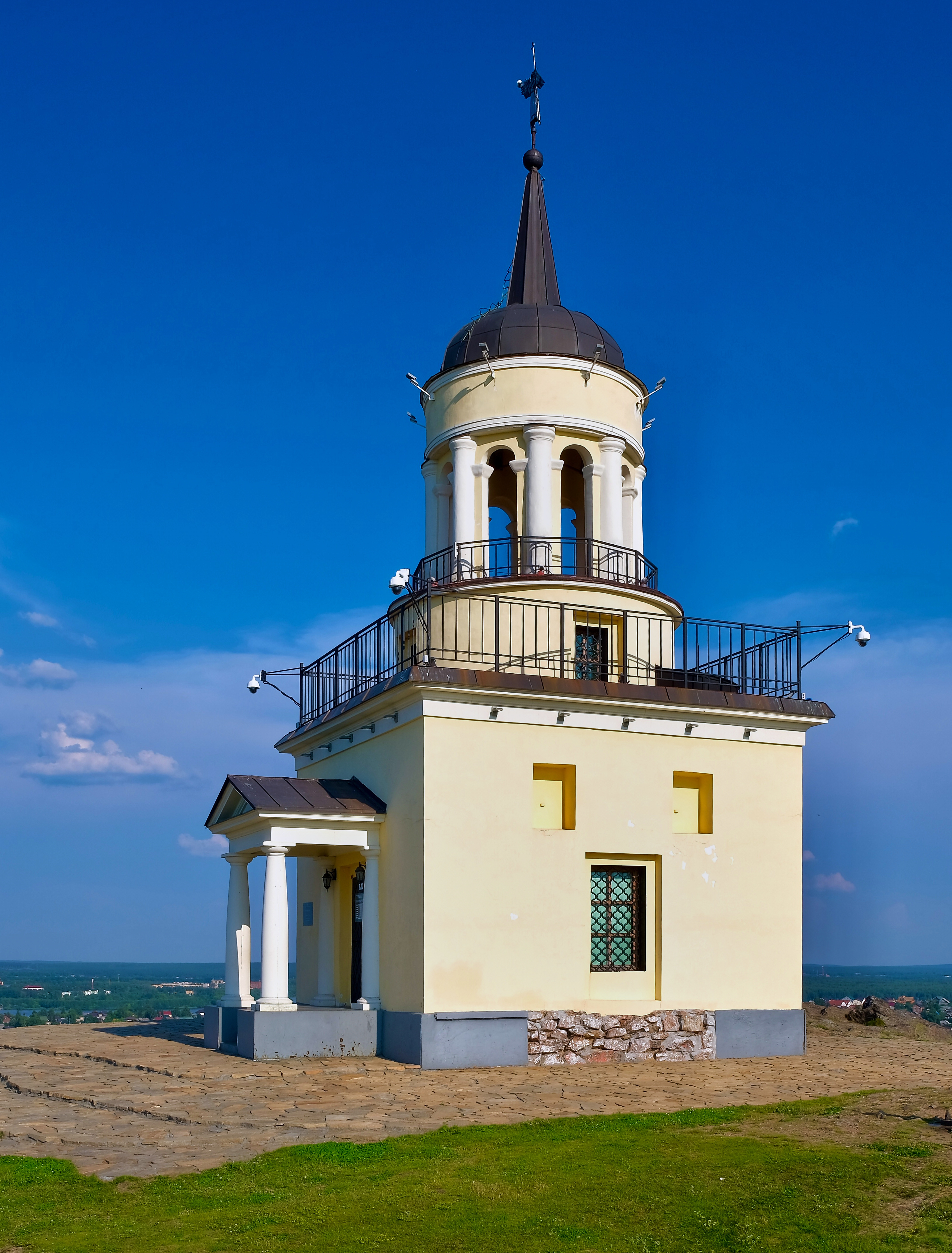
Het wachttorentje op de Lisjoeberg is een van de symbolen van de stad

De oppervlakte van de stad bestaat voor een derde uit rivieren, bossen en bergtoppen. De gemiddelde hoogte van de stad varieert tussen de 170 en 380 meter. Een kenmerkende heuvel in de stad is de Lisjoeberg ("vossenberg"); een oude uitgedoofde vulkaan met daarbovenop een kleine wachttoren, die vroeger diende als waarschuwingstoren bij brand en die een van de symbolen van de stad vormt. Een andere kenmerkende heuvel vormt de 100 meter hoge Medved Kamen in het noorden van de stad. De Tagilrivier wordt omgeven door hoge rotswanden in het westen. De geologische structuur van de bodem onder de stad is erg complex. 63 elementen uit het periodiek systeem van Mendelejev worden hier aangetroffen.
Geografisch kan de omgeving van de stad worden verdeeld in twee gedeeltes. Westelijk van de stad liggen de hogere toppen van het Oeralgebergte, met bergen tot boven de 700 meter. In dit gebied - de Centrale Oeral - liggen ook de zeer steile karakteristieke "Sjichan"-rotsmassieven. In het gebied wordt vooral mijnbouw bedreven. Oostelijk van de stad ligt een geleidelijk lager wordend gebied, dat zich uitvlakt in het West-Siberisch Laagland. Dit gebied bestaat vooral uit bos en grasland.
In de omgeving bevinden zich geen grote watermassa's. De grootste rivier is de Tagil, die in de Tavda en vandaar in de Ob stroomt. In deze rivier is in de 18e eeuw een stuwdam gebouwd voor het opwekken van elektriciteit. Binnen de stad is daardoor in het stadscentrum een grote "vijver" ontstaan.
Nizjni Tagil ligt in een gebied met een landklimaat.

## Bestuurlijke indeling
Nizjni Tagil is onderverdeeld in drie stadsdistricten (rajons):
- Dzerzjinski (Дзержинский район) - oostelijk deel
- Leninski (Ленинский район) - stadscentrum en Nizjnemagilskimeer
- Tagilstrojevski (Тагилстроевский район) - noordelijk deel

## Demografie
In 1935 had de stad ongeveer 42.000 inwoners, daarna groeide de bevolking sterk door het overbrengen van de industrie tijdens de Tweede Wereldoorlog en de groei van de industrie ten tijde van de Sovjet-Unie. Na het uiteenvallen van de Sovjet-Unie is de bevolking echter gestaag bezig te dalen. In 1993 woonden er nog 437.000 mensen in de stad; in 2004 had de stad nog ongeveer 386.700 inwoners. Omdat de slechte sociaal-economische situatie ook in deze stad voorlopig nog niet sterk zal verbeteren, is de verwachting dat deze daling zich verder doorzet.
| 1897   | 1926   | 1939    | 1959    | 1970    | 1979    | 1989    | 2002    | 2010    | 2018    | 2021    |
| ------ | ------ | ------- | ------- | ------- | ------- | ------- | ------- | ------- | ------- | ------- |
| 30.000 | 28.000 | 160.000 | 338.000 | 378.000 | 398.100 | 439.000 | 390.500 | 361.811 | 353.950 | 344.656 |

## Onderwijs
In Nizjni Tagil bevinden zich het Technologisch Instituut van Nizjni Tagil (ten zuidoosten van het stadscentrum) en een vestiging van de Staats-Technische Universiteit van de Oeral.

## Cultuur en bezienswaardigheden
De stad heeft een cultuur die een aantal eeuwen teruggaat en samenhangt met de komst van de Demidovs. Zij trokken mensen aan uit vele streken in Rusland en brachten hun tradities en cultuur mee. Al in de 18e eeuw was er sprake van een culturele opleving in de stad.
In de stad en omgeving bevinden zich veel onderhouden en gerestaureerde historische gebouwen uit de 18e en 19e eeuw, waarin de toenmalige bouwstijlen goed zijn terug te zien. De lokale academie voor toegepaste kunst is wereldwijd bekend. Een bekend merk van staal is Stary Sobol (oude sabelmarter), dat ook is afgebeeld op het wapenschild van de stad en wat onder andere leidde tot vernisschilderijen op metaal. De Demidovs deden veel aan cultuur, wat ervoor zorgde dat Nizjni Tagil het culturele centrum werd van de Oeral. In de 19e eeuw werden er onder andere een bibliotheek en museum voor natuurgeschiedenis en prehistorie geopend, die wereldwijd bezoekers aantrokken. Nog steeds is er een actieve culturele gemeenschap in Nizjni Tagil en het stadsbestuur heeft het ook tot een van haar beleidspunten gemaakt.
Er bevindt zich ook een museumpark, dat de historie van de ijzerwinning en -verwerking toont en waar in 1945 een voormalig kampement van de kozak Jermak ontdekt werd, die daar in 1581 langs trok op weg om Siberië te veroveren. Daarnaast is er een plaatselijk museum waar de eerste stoomlocomotief werd gebouwd en waar fragmenten van verschillende soorten mineralen en gesteenten uit de regio zijn te bezichtigen. Verder zijn er een museum voor regionale geschiedenis, en een museum voor schone kunsten.
Nizjni Tagil heeft een stadstheater, genoemd naar Dimitri Mamin-Sibirjak, een Russische schrijver. Ook heeft de stad een jeugdtheater, poppentheater, circus, bioscoop, cultuurpaleis en bijna 30 bibliotheken.
Nizjni Tagil is ook bekend om de winning van Malachiet. In 1813 werd hiervan een grote ertslaag ontdekt ("Mednoroedjanskoje"), die kan worden bezocht.

## Geboren
- Valeri Brainin, (1948), musicoloog, muziekpedagoog, componist, schrijver en dichter
- Arkadi Tsjernetski (1950), burgemeester van Jekaterinenburg
- Konstantin Novoselov (1974), Russisch-Brits natuurkundige en Nobelprijswinnaar (2010)
- Olesja Forsjeva (1979), sprintster en olympisch kampioene
- Oleg Sjatov (1990), voetballer
- Aleksandr Ivanov (1993), snelwandelaar

## Externe links

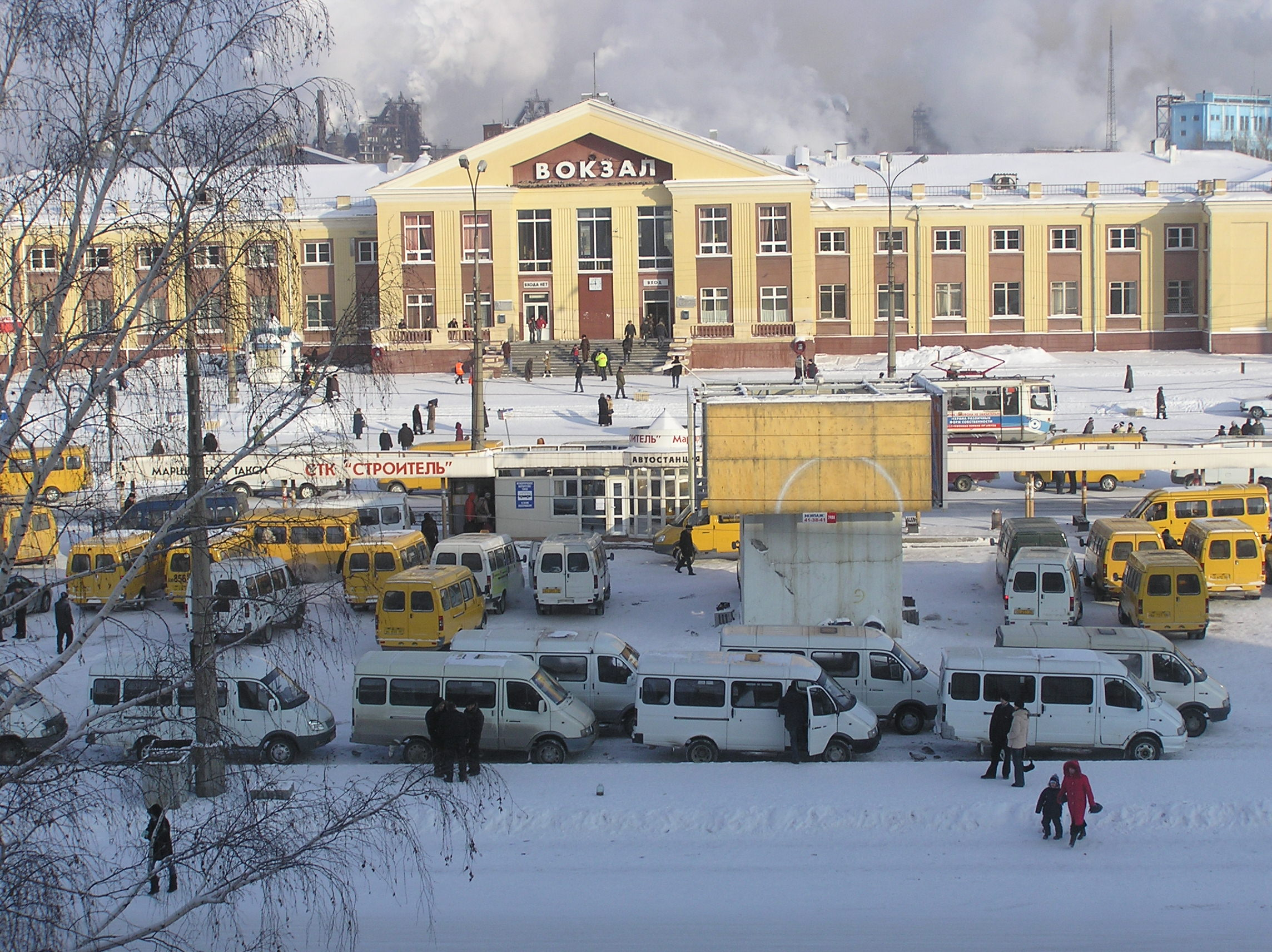
Treinstation
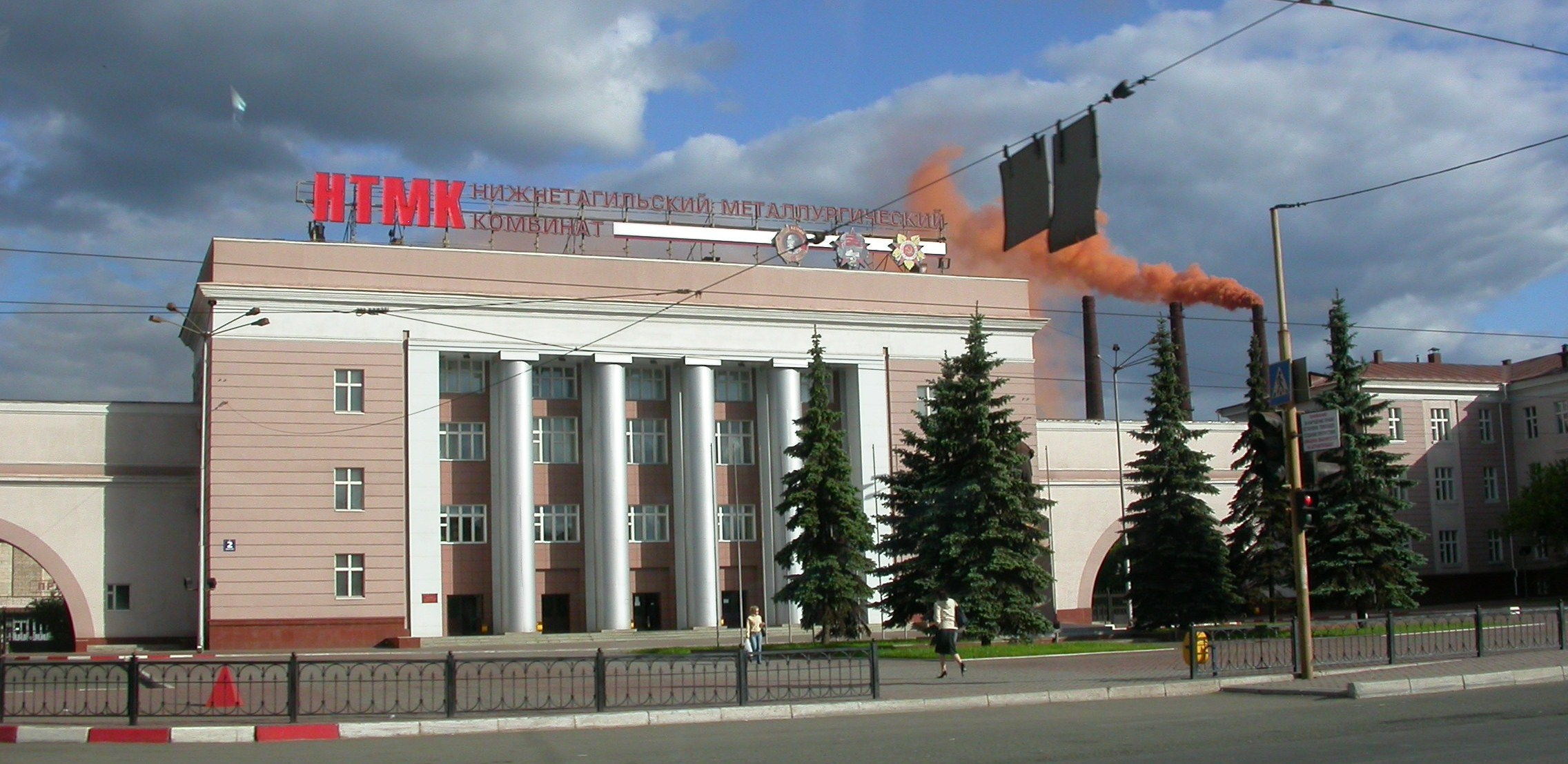
NTMK-hoofdgebouw